# Joan Piñol
Joan Piñol Voltés (Tortosa, 14 ottobre 1937) è un ex calciatore spagnolo, di ruolo portiere.

## Palmarès

### Competizioni nazionali
- Coppa di Spagna: 1

Atlético Madrid: 1964-1965